# شاخ‌سقفی
شاخ‌سقفی (نام علمی: Stegoceras) نام یک گونه از زیرراسته نوپرنده‌کفلان است.
شاخ‌سقفی از شناخته‌شده‌ترین ستبرسرخزندگان است. رفِ استخوانی برجسته‌ای، با چند برآمدگی و تیغ استخوانی، از پشت سقف گنبدی جمجمه‌اش بیرون زده بود و به همین دلیل آن را شاخ‌سقفی نامیده‌اند. این دایناسور صورتی کوتاه داشت، پوزه‌ای باریک، و گونه‌هایی برجسته. دندان‌های ریزش دندانه‌های اره‌ای زمخت داشتند و احتمالاً برای جویدن و تکه‌تکه کردن برگ‌ها به‌کار می‌رفتند.
در گذشته دو گونه‌ی شاخ‌سقفی شناسایی شده بودند، اما اخیراً آن‌ها را دو سرده‌ی مجزا خوانده‌اند. کُلِپیوسفال رف استخوانی نداشت، اما هانسیوزیا هم رف استخوانی داشت و هم لبه‌های گنبد جمجمه‌اش پهن‌تر و تخت‌تر بودند.